# Ronde van Frankrijk 1994
De 81e editie van de Ronde van Frankrijk ging van start op 2 juli 1994 in Rijsel. Hij eindigde op 24 juli in Parijs. Er stonden 189 renners verdeeld over 21 ploegen aan de start. De Spanjaard Miguel Indurain boekte zijn vierde achtereenvolgende overwinning.
- Aantal ritten: 22
- Totale afstand: 3915,2 km
- Gemiddelde snelheid: 38,383 km/h
- Aantal deelnemers: 189
- Aantal uitgevallen: 72

## Belgische en Nederlandse prestaties
In totaal namen er 21 Belgen en 16 Nederlanders deel aan de Tour van 1994. Beste Belg in het algemeen klassement was Jim Van De Laer met een 24e plaats; met een 29e plaats was Erik Breukink de beste Nederlander.

### Belgische etappezeges
- In 1994 was er geen Belgische etappeoverwinning.

### Nederlandse etappezeges
- Jean-Paul van Poppel won de 2de etappe van Roubaix naar Boulogne-sur-Mer.

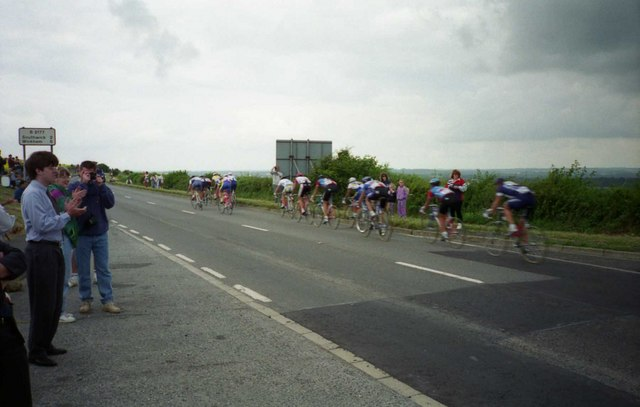
De Tour in Portsmouth.

## Etappe-overzicht
| datum   | etappe  | route                                | afstand  | winnaar                  | gele trui       |
| ------- | ------- | ------------------------------------ | -------- | ------------------------ | --------------- |
| 2 juli  | Proloog | Rijsel (ITT)                         | 7,2 km   | Chris Boardman           | Chris Boardman  |
| 3 juli  | 1       | Euralille - Armentières              | 234 km   | Djamolidin Abdoesjaparov | Chris Boardman  |
| 4 juli  | 2       | Roubaix - Boulogne-sur-Mer           | 203,5 km | Jean-Paul van Poppel     | Chris Boardman  |
| 5 juli  | 3       | Calais - Eurotunnel (TTT)            | 66,5 km  | GB-MG                    | Johan Museeuw   |
| 6 juli  | 4       | Dover - Brighton                     | 204 km   | Francisco Cabello        | Flavio Vanzella |
| 7 juli  | 5       | Portsmouth - Portsmouth              | 187 km   | Nicola Minali            | Flavio Vanzella |
| 8 juli  | 6       | Cherbourg - Rennes                   | 270,5 km | Gianluca Bortolami       | Sean Yates      |
| 9 juli  | 7       | Rennes - Futuroscope                 | 259,5 km | Ján Svorada              | Johan Museeuw   |
| 10 juli | 8       | Poitiers - Trélissac                 | 218,5 km | Bo Hamburger             | Johan Museeuw   |
| 11 juli | 9       | Périgueux - Bergerac (ITT)           | 64 km    | Miguel Indurain          | Miguel Indurain |
| 12 juli | 10      | Bergerac - Cahors                    | 160,5 km | Jacky Durand             | Miguel Indurain |
| 13 juli | 11      | Cahors - Lourdes/Hautacam            | 263,5 km | Luc Leblanc              | Miguel Indurain |
| 14 juli | Rustdag | Rustdag                              | Rustdag  | Rustdag                  | Rustdag         |
| 15 juli | 12      | Lourdes - Luz Ardiden                | 204,5 km | Richard Virenque         | Miguel Indurain |
| 16 juli | 13      | Bagnères-de-Bigorre - Albi           | 223 km   | Bjarne Riis              | Miguel Indurain |
| 17 juli | 14      | Castres - Montpellier                | 202 km   | Rolf Sørensen            | Miguel Indurain |
| 18 juli | 15      | Montpellier - Carpentras             | 231 km   | Eros Poli                | Miguel Indurain |
| 19 juli | 16      | Valréas - Alpe d'Huez                | 224,5 km | Roberto Conti            | Miguel Indurain |
| 20 juli | 17      | Le Bourg-d'Oisans - Val Thorens      | 149 km   | Nelson Rodriguez         | Miguel Indurain |
| 21 juli | 18      | Moûtiers - Cluses                    | 174,5 km | Pjotr Oegroemov          | Miguel Indurain |
| 22 juli | 19      | Cluses - Morzine/Avoriaz (ITT)       | 47,5 km  | Pjotr Oegroemov          | Miguel Indurain |
| 23 juli | 20      | Morzine - Lac de Saint-Point         | 208,5 km | Djamolidin Abdoesjaparov | Miguel Indurain |
| 24 juli | 21      | Disneyland - Parijs (Champs-Élysées) | 175 km   | Eddy Seigneur            | Miguel Indurain |

## Eindklassementen
| Eindklassement      | Eindklassement           | Eindklassement | Eindklassement |
| ------------------- | ------------------------ | -------------- | -------------- |
| Algemeen klassement | Miguel Indurain          | 103h 38' 38"   |                |
| Tweede              | Pjotr Oegroemov          | + 5' 39"       |                |
| Derde               | Marco Pantani            | + 7' 19"       |                |
| Vierde              | Luc Leblanc              | + 10' 03"      |                |
| Vijfde              | Richard Virenque         | + 10' 10"      |                |
| Zesde               | Roberto Conti            | + 12' 29"      |                |
| Zevende             | Alberto Elli             | + 20' 17"      |                |
| Achtste             | Alex Zülle               | + 20' 35"      |                |
| Negende             | Udo Bölts                | + 25' 19"      |                |
| Tiende              | Vladimir Poelnikov       | + 25' 28"      |                |
| Rode Lantaarn       | John Talen (117e)        | + 3h 39' 03"   |                |
| Puntenklassement    | Djamolidin Abdoesjaparov | 322 punten     |                |
| Tweede              | Silvio Martinello        | 273 punten     |                |
| Derde               | Ján Svorada              | 230 punten     |                |
| Bergklassement      | Richard Virenque         | 392 punten     |                |
| Tweede              | Marco Pantani            | 243 punten     |                |
| Derde               | Pjotr Oegroemov          | 219 punten     |                |
| Jongerenklassement  | Marco Pantani            | 103h 45' 57"   |                |
| Tweede              | Richard Virenque         | + 2' 51"       |                |
| Derde               | Bo Hamburger             | + 36' 25"      |                |
| Ploegenklassement   | Festina                  | -              |                |
| Tweede              | Gewiss-Ballan            | -              |                |
| Derde               | Mapei-Clas               | -              |                |

## Bijzonderheden
- De Franse wielrenner Frédéric Moncassin van de Nederlandse ploeg WordPerfect viel bij de presentatie van de coureurs op de dag voor de proloog van het podium en liep daarbij een dubbele enkelbreuk op. Léon van Bon werd op het laatste moment als zijn vervanger opgeroepen.

 winnaars gele trui · 
 puntenklassement · 
 bergklassement · 
 jongerenklassement · 
 tussensprintklassement · 
 combinatieklassement · 
 ploegenklassement · 
 strijdlust · 
rode lantaarn
records · meeste deelnames · ranglijst etappewinnaars · bekende beklimmingen · valpartijen · dopinggevallen · Grand Départ · Souvenir Henri Desgrange
1903 · 
1904 · 
1905 · 
1906 · 
1907 · 
1908 · 
1909 · 
1910 · 
1911 · 
1912 · 
1913 · 
1914 ·
1915 ·
1916 ·
1917 ·
1918 · 
1919 · 
1920 · 
1921 · 
1922 · 
1923 · 
1924 · 
1925 · 
1926 · 
1927 · 
1928 · 
1929 · 
1930 · 
1931 · 
1932 · 
1933 · 
1934 · 
1935 · 
1936 · 
1937 · 
1938 · 
1939 · 
1940 ·
1941 ·
1942 ·
1943 ·
1944 ·
1945 ·
1946 ·
1947 · 
1948 · 
1949 · 
1950 · 
1951 · 
1952 · 
1953 · 
1954 · 
1955 · 
1956 · 
1957 · 
1958 · 
1959 · 
1960 · 
1961 · 
1962 · 
1963 · 
1964 · 
1965 · 
1966 · 
1967 · 
1968 · 
1969 · 
1970 · 
1971 · 
1972 · 
1973 · 
1974 · 
1975 · 
1976 · 
1977 · 
1978 · 
1979 · 
1980 · 
1981 · 
1982 · 
1983 · 
1984 · 
1985 · 
1986 · 
1987 · 
1988 · 
1989 · 
1990 · 
1991 · 
1992 · 
1993 · 
1994 · 
1995 · 
1996 · 
1997 · 
1998 · 
1999 · 
2000 · 
2001 · 
2002 · 
2003 · 
2004 · 
2005 · 
2006 · 
2007 · 
2008 · 
2009 · 
2010 · 
2011 · 
2012 · 
2013 · 
2014 · 
2015 · 
2016 · 
2017 · 
2018 · 
2019 ·
2020 · 
2021 · 
2022 · 
2023 · 
2024 · 
2025